# 옛길박물관
옛길박물관은 경상북도 문경시 소재의 박물관이다.

## 개요
옛길 위에서 펼쳐지는 문화들을 담아내고 있으며, 박물관은 3개 전시실과 야외전시장슬 갖추고 있다. 주홀실에는 문경관문, 영남대로, 문경의 전투, 경상감사 도임행차 등의 전시되어 있다.